# 桂小文治 (2代目)
2代目（初代）桂 小文治（かつら こぶんじ、1893年3月28日 - 1967年11月28日）は、大正・昭和期に活躍した落語家。本名∶稲田 裕次郎。出囃子∶『野崎』。

## 人物・生涯
現在の大阪府大阪市港区出身。1906年（明治39年）、7代目桂文治門下となり9代目桂小米。1915年（大正4年）、2代目桂米丸襲名。三友派若手の有望株として踊り、声色で活躍する。
1916年（大正5年）10月、東京寄席演芸会社の招きで上京し上席に出演。当初1か月の契約だったのが、そのまま東京に定住。1917年（大正6年）5月、下席から桂小文治に改名し真打昇進。1922年（大正11年）4月、落語睦会に移籍。6代目春風亭柳橋、（俗に）3代目春風亭柳好、8代目桂文楽と並ぶ「睦の四天王」の一角として人気を得る。その後日本演芸協会、さらに日本芸術協会（現：落語芸術協会）に加わり、副会長として、会長6代目春風亭柳橋を補佐する。大阪落語の落語家でありながら、東京落語界の幹部となった。
1929年には長女が生まれた。
また、小文治は東京に行ったのち、師匠文治の引退興行の時に大阪に顔を出したが、小文治を可愛がっていた4代目橘家圓蔵が引退する文治よりも小文治の宣伝をしたため、小文治の兄弟子初代桂春団治が激怒し、止めに入った小文治を蹴飛ばし、舞台上で圓蔵を罵倒した、それがゆえに大阪へ戻れなくなり、東京に骨を埋めることとなったといわれている。
2代目三遊亭百生と共に、上方落語を東京で紹介した業績は大きい。また、第二次世界大戦後は、衰亡していた上方落語復興のため、当時の若手6代目笑福亭松鶴、3代目桂米朝らを支えた。戎橋松竹や道頓堀角座にも定期的に出演していた（ただし、肩書きは「東京落語」であった）。
面倒見の良い性格で、他所の門を失敗した落語家を引取ったため、門人も多かった（このため、小文治一門は現在、芸術協会の大半を占め、80名の真打の中で50名以上いる）。
1961年、文部省芸術祭奨励賞受賞。
1967年11月28日死去。74歳没。墓所は寛永寺第一霊園。戒名は生前からすでに用意していた「芸能院小文治居士」。小文治没後の副会長は総領弟子5代目古今亭今輔が就任した。

## 芸風
始めは上方仕込の芝居噺や、江戸弁と上方弁をミックスした新作落語を演じていたが、晩年は、本格的な上方落語を演じるようになった。早口で、大阪弁をわかりやすく演じるために語尾を体言止めにするなど、落語家としての評価は低かった。得意ネタは芝居噺では『加賀見山』『質屋芝居』『蛸芝居』『蔵丁稚』、音曲噺では『紙屑屋』（1961年度文部省芸術祭奨励賞受賞）『辻占茶屋』『稽古屋』。本格派の落語では『しじみ売り』『木津川』『百年目』『菊江の仏壇』『七度狐』『出歯吉』『正月丁稚』『稲荷車』『鳥屋坊主』『立ち切り』など。踊りの名手で、一席終わった後「目をごらん。」と言いながら躍る『奴さん』『名古屋甚句』などは、寄席の踊りとして絶品であった。

## 一門弟子
孫弟子などは小文治一門を参照。
- 5代目古今亭今輔 - 色々な一門を転々とした後に小文治一門へ
- 2代目桂枝太郎 - 六代目春風亭柳枝門下から移籍
- 4代目三遊亭圓遊 - 六代目雷門助六門下から移籍
- 2代目桂小南 - 三代目三遊亭金馬門下から移籍
- 10代目桂文治
- 2代目桂小金治
- 9代目土橋亭里う馬 - 色々な一門を転々とした後に小文治一門へ
- 2代目文の家かしく - 5代目柳亭左楽門下から移籍

### 移籍
- 桂小助 - 高砂家吉右衛門門下で色物へ転向
- 桂木東声 - 漫才へ転向
- 桂小祐 - 幇間へ転向
- 桂小燕 - 漫談、司会者へ転向

### 廃業
- 桂小團治

## 出演
- あなたと私の合言葉 さようなら、今日は(1959年、大映映画）